# Gryllomorphinae
A Gryllomorphinae egy alcsalád a rovarok (Insectia) osztályának egyenesszárnyúak (Orthroptera) rendjén belül, a tücsökfélék (Gryllidae) családjában.

## Elterjedésük
Az alcsalád fajai a legtöbb kontinensen megtalálhatóak, Ausztráliában, Észak-Afrikában, Dél-Európában, a Közel-Keleten, és Dél-Amerika déli részén fordulnak elő.

## Rendszerezésük
Az alcsaládot további 3 nemzetségre és 11 nemre oszthatjuk.
- Eurygryllodini (Gorochov, 1990)
  - Eurygryllodes (Chopard, 1951)
  - Maluagryllus (Otte, 1994)
- Gryllomorphini (Saussure, 1877)
  - Acroneuroptila (Baccetti, 1959)
  - Eugryllodes (Chopard, 1927)
  - Gryllomorpha (Fieber, 1853)
    - néma tücsök (Gryllomorpha dalmatina)

  - Neogryllodes (Otte, 1994)
- Petaloptilini (Gorochov, 1984)
  - Discoptila (Pantel, 1890)
  - Glandulosa (Harz, 1979)
  - Hymenoptila (Chopard, 1943)
  - Ovaliptila (Gorochov, 2006)
  - Petaloptila (Pantel, 1890)